# Centro Cultural Islas Malvinas

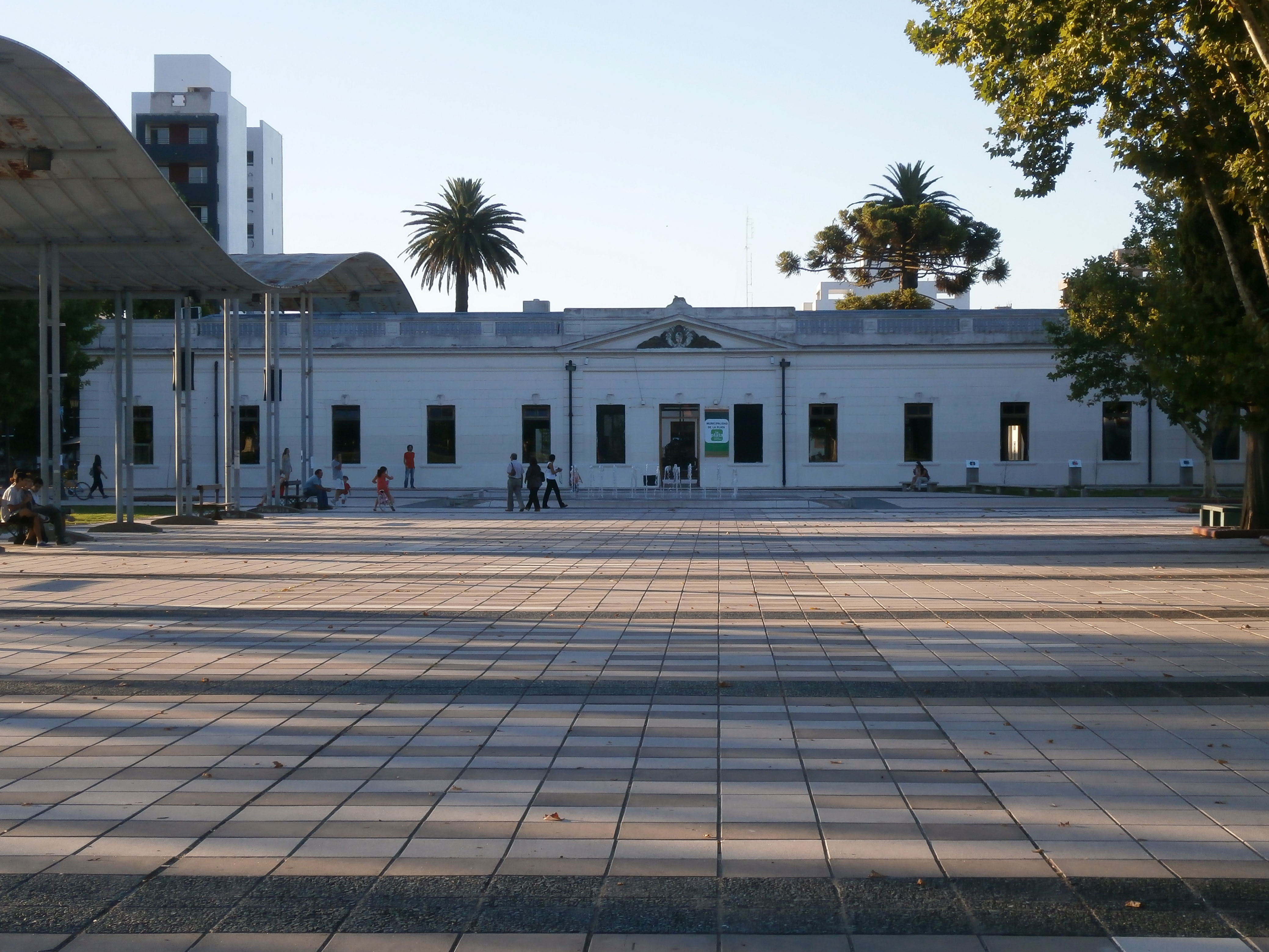
Fachada desde la Plaza Islas Malvinas.

El Centro Cultural Islas Malvinas, es uno de los centros culturales de la ciudad de La Plata, capital de la Provincia de Buenos Aires, Argentina. Se encuentra en la plaza Malvinas Argentinas (ubicada en 19 y 51).

## Historia

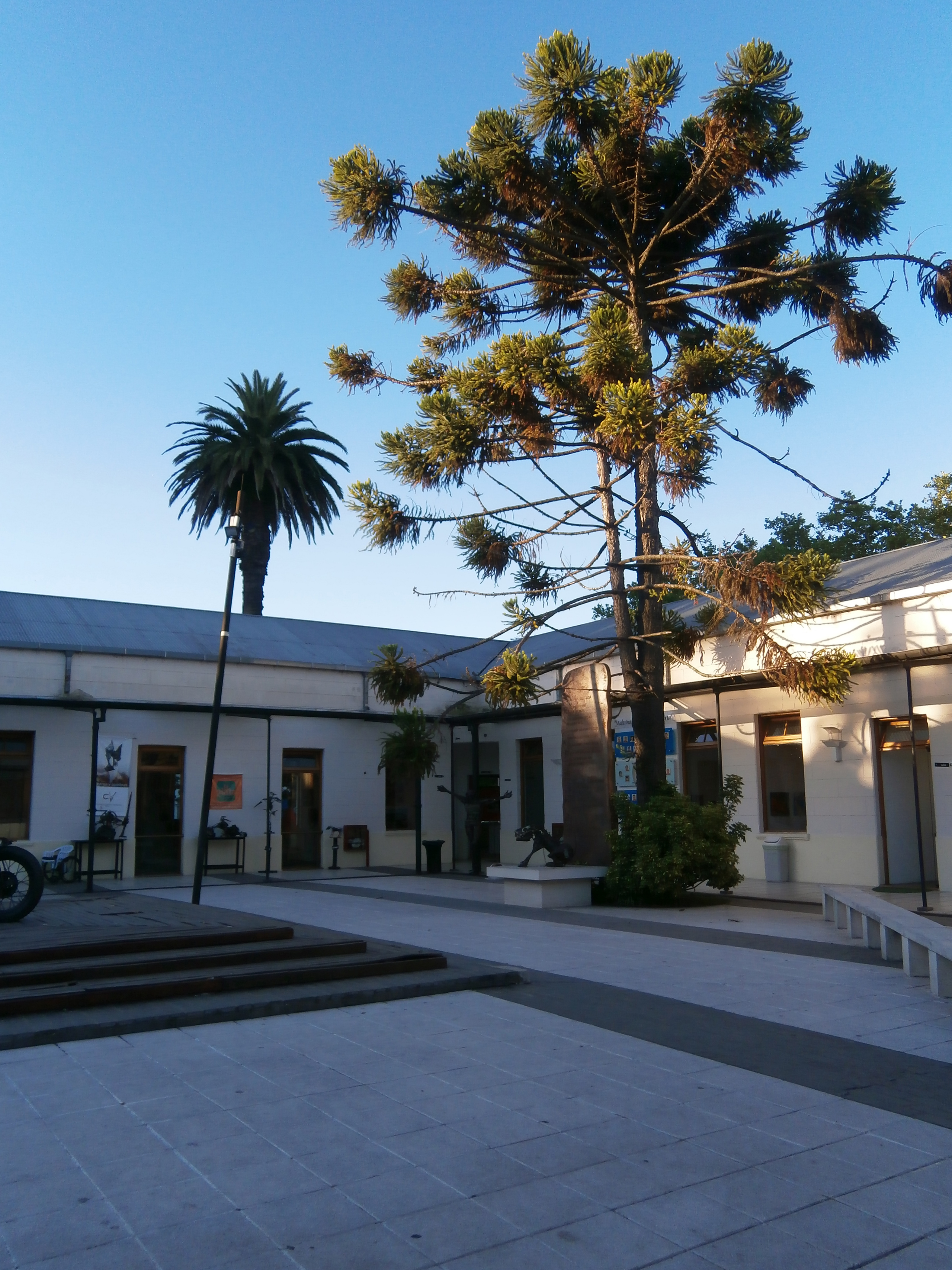
Patio central del edificio.

El Centro Cultural Islas Malvinas fue inaugurado por, Julio Alak, el 7 de agosto de 1998. Ocupa el edificio donde funcionó -desde 1917- el ex Casino de Oficiales del Regimiento 7 de Infantería
Esta repartición castrense, con una larga historia de radicaciones en zonas de extramuros, participó de la mítica Campaña al Alto Perú, y se trasladó a La Plata en vísperas de la Primera Guerra Mundial. La creación de este Centro Cultural formó parte de un proyecto municipal de recuperación de los espacios verdes públicos, inspirada en la traza original de La Plata, planificada por el arquitecto Juan Martín Burgos y el ingeniero Pedro Benoit, quienes le habían dado al predio un destino de plaza principal junto a Plaza San Martín, con la intención de flanquear el centro geográfico de ciudad.
Este edificio fue testigo en 1930 de la renuncia de Hipólito Yrigoyen a la presidencia de la Nación; y del fusilamiento del coronel Cogorno ―junto a otros miembros del Ejército― durante el levantamiento del 9 de junio de 1956, mientras que en 1982 partieron de este edificio miles de jóvenes conscriptos que participaron en la Guerra de Malvinas. En honor a ellos, se conserva sobre un ala de la plaza el portón de hierro que perteneciera al Regimiento.

## Disposiciones
Dispone de tres salas de exposiciones, un microcine y un auditorio, también tiene una videoteca, donde además se pueden alquilar libros y revistas.
Cuenta con un bar, que brinda atención gastronómica y una variedad de servicios culturales.